# Benins damlandslag i fotboll
Benins damlandslag i fotboll representerar Benin i fotboll på damsidan. Dess förbund är Fédération Béninoise de Football.